# Liga Nacional de Guatemala 1972
La Liga Nacional de Guatemala 1972 es el vigésimo primer torneo de Liga de fútbol de Guatemala. El campeón del torneo fue el Comunicaciones, consiguiendo su séptimo título de liga.

## Formato
El formato del torneo era de todos contra todos a dos vueltas, donde el primer lugar era el campeón, En caso de empate por puntos se realizaría una serie extra de dos partidos a visita recíproca para determinar quien era el campeón. los dos últimos lugares descenderían a la categoría inmediata inferior.
Por ganar el partido se otorgaban 2 puntos, si era empate era un punto, por perder el partido no se otorgaban puntos.

## Equipos participantes
| Club                | Ciudad              | Departamento   |
| ------------------- | ------------------- | -------------- |
| Aurora              | Ciudad de Guatemala | Guatemala      |
| Cementos Novella    | Ciudad de Guatemala | Guatemala      |
| Comunicaciones      | Ciudad de Guatemala | Guatemala      |
| Escuintla           | Escuintla           | Escuintla      |
| JUCA                | Puerto Barrios      | Izabal         |
| Municipal           | Ciudad de Guatemala | Guatemala      |
| Suchitepéquez       | Mazatenango         | Suchitepéquez  |
| Tipografía Nacional | Ciudad de Guatemala | Guatemala      |
| Universidad         | Ciudad de Guatemala | Guatemala      |
| Xelajú MC           | Quetzaltenango      | Quetzaltenango |

### Equipos por Departamento
| Departamento   | N.º | Equipos                                                                                |
| -------------- | --- | -------------------------------------------------------------------------------------- |
| Escuintla      | 1   | Deportivo Escuintla                                                                    |
| Guatemala      | 6   | Aurora, Cementos Novella, Comunicaciones, Municipal, Tipografía Nacional, Universidad. |
| Izabal         | 1   | JUCA                                                                                   |
| Quetzaltenango | 1   | Xelajú MC.                                                                             |
| Suchitepéquez  | 1   | Suchitepéquez                                                                          |

## Posiciones
|  | Pos. | Equipos                   | PJ | PG | PE | PP | GF | GC | Dif. | PTS | Clasificación                                                           |
|  | ---- | ------------------------- | -- | -- | -- | -- | -- | -- | ---- | --- | ----------------------------------------------------------------------- |
|  | 1º   | Comunicaciones            | 27 | 17 | 8  | 2  | 43 | 18 | +25  | 42  | Copa de Campeones 1973 - 1ª fase Copa Fraternidad 1973 - Fase de grupos |
|  | 2º   | Municipal                 | 27 | 15 | 9  | 3  | 42 | 18 | +24  | 39  | Copa de Campeones 1973 - 1ª fase Copa Fraternidad 1973 - Fase de grupos |
|  | 3º   | Aurora                    | 27 | 15 | 6  | 6  | 41 | 23 | +18  | 36  |                                                                         |
|  | 4º   | Cementos Novella          | 27 | 12 | 7  | 8  | 44 | 27 | +16  | 31  |                                                                         |
|  | 5º   | Tipografía Nacional       | 27 | 12 | 7  | 8  | 37 | 36 | +1   | 31  |                                                                         |
|  | 6º   | Xelajú MC                 | 27 | 10 | 6  | 11 | 34 | 34 | 0    | 26  |                                                                         |
|  | 7º   | Suchitepéquez             | 27 | 9  | 8  | 10 | 40 | 45 | -5   | 26  |                                                                         |
|  | 8º   | Juventud Católica         | 27 | 5  | 4  | 18 | 30 | 51 | -21  | 14  |                                                                         |
|  | 9°   | Escuintla                 | 27 | 2  | 9  | 16 | 20 | 48 | -28  | 13  | Descendidos                                                             |
|  | 10º  | Universidad de San Carlos | 27 | 3  | 6  | 18 | 15 | 46 | -31  | 12  | Descendidos                                                             |
|  |      |                           |    |    |    |    |    |    |      |     |                                                                         |

## Campeón
| Campeón Temporada 1972   |
| Comunicaciones 7º Título |
| ------------------------ |